# Eleonora Ramirez de Montalvo
Leonora Ramirez de Montalvo, nota anche come Eleonora (Genova, 6 luglio 1602 – Firenze, 10 agosto 1659), è stata un'educatrice italiana, venerabile, Serva di Dio, mistica, poetessa, fondatrice delle Minime Ancelle della Santissima Trinità e della Divina Incarnazione (Montalve); nel 1645 fondò la congregazione laicale delle "Minime Ancelle della Ss. Incarnazione" per l'educazione delle fanciulle abbandonate e bisognose; nel 1647 fondò la congregazione laicale delle "Minime Ancelle della Ss. Trinità" per l'educazione di ragazze nobili; nel 1650, questa seconda attività ebbe come sede quello che sarebbe diventato il Conservatorio delle Signore Montalve a Villa La Quiete presso Firenze.

## Biografia

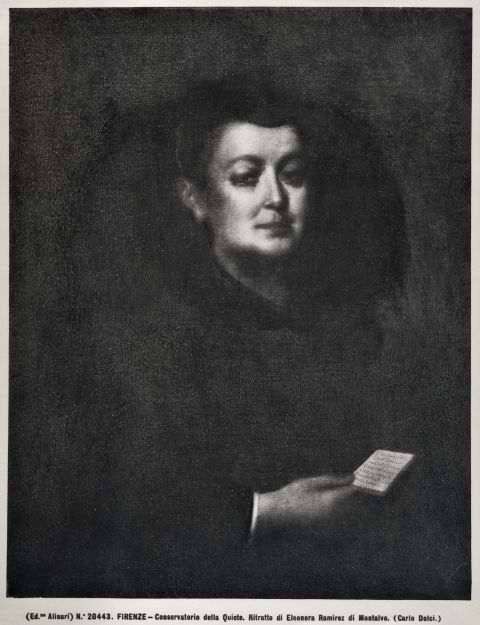
Ritratto di Leonora Ramirez de Montalvo, di Carlo Dolci

Nell'atto di battesimo fu chiamata Leonora. Fu cittadina del Granducato di Toscana, discendente di Antonio Ramirez de Montalvo, paggio del cardinale di Burgos don Giovanni di Toledo, che ebbe come nipote Eleonora di Toledo, moglie di Cosimo I de' Medici. La famiglia dei Montalvo abitò a lungo nel palazzo Ramirez de Montalvo a Firenze e fu amica dei Medici e dei Lorena. Alla famiglia appartennero anche Villa Montalvo, una tenuta di campagna posta nei pressi di Campi Bisenzio, ed il piccolo feudo di Sassetta nella Maremma pisana.
Si dedicò già prima di restare vedova, alla contemplazione e alla educazione delle fanciulle, per cui fondò due congregazioni: le Minime Ancille della Divina Incarnazione prima e le Minime Ancille della Ss. Trinità poi. Si trattava di associazioni laicali, oggi confluite in una congregazione religiosa, le Suore minime ancelle della Santissima Trinità, che seguivano spontaneamente i tre voti religiosi (povertà, castità, obbedienza).
Leonora si è distinta per una fervente esperienza religiosa, coronata di una grande esperienza mistica finalizzata al rinnovamento della fede cristiana. A tal scopo, anche ispirata dall'esperienza della mistica trinitaria di S. Maria Maddalena de' Pazzi,  giunse a scrivere a papa Innocenzo X pensando che proprio dalla rinascita del culto alla Ss. Trinità dovesse riprendere forza tutta la vita cristiana. Mistica, educatrice, catecheta (pensò, ad esempio, ad un uso pratico del catechismo redatto dal Card. Roberto Bellarmino riassumendolo sia in una forma più ampia che in una più ristretta), si distinse per sensibilità poetica.
Le sue due amplissime poesie principali furono edite da Coccapani nel 1731: una elevazione alla Ss. Trinità, in 160 terzine, e un elogio alla Ss. Umanità di Gesù (o Giesù come era solita appellarlo), in 64 ottave. Il secondo testo è stato riedito da de Töth nel 1926, mentre il primo da Pellegrini nel 2009-2010 (v. bibliografia); purtroppo Coccapani e de Töth trascrissero con enorme libertà le rime di Leonora, che ritoccarono pensando di correggere, inoltre facero una cernita di strofe seppur ampia, ma incompleta; Pellegrini nel 2009-2010 si limitò a trascrivere Coccapani. Oggi queste opere sono reperibili in edizione critica (v. sotto "Bibliografia", sez. "Fonti").

Di seguito il Tibi Amor, la più importante e poetica preghiera di Leonora, dedicata alla Trinità e all'Incarnazione del Verbo, viene trascritto il testo ricostruito criticamente, edito nel primo volume di Scritti sotto indicato nella sezione "Fonti" (pp. 89 e 343) della "Bibliografia:
Tibi Amor, Tibi Laus, Tibi Honor, Tibi Gloria; / Tibi gratiarum actio, o Sanctissima, Beatissima, / et Gloriosissima Trinitas Unus Deus.
Fiat voluntas tua sicut in Coelo, et in Terra. / Et propter te venerata sit sacratissima atque amabilissima Humanitas / pro nobis Cruce tibi oblata Divini mei Jesu Christi.
Sit benedicta semper Virgo Maria Mater eius plena gratia, / et laudentur omnes Angeli et Sancti adorantes te / Deus verus in secula seculorum. Amen.
Segue traduzione italiana dal medesimo testo (p. 343):
A Te Amore, a Te Lode, a Te Gloria; / A Te l'azione di grazie, o Santissima, Beatissima, / e Gloriosissima Trinità Unico Dio.
Sia fatta la tua volontà come in Cielo, così in Terra. / E a causa tua sia venerata la sacratissima e amabilissima Umanità / per noi immolata in Croce del Divino mio Gesù Cristo.
Sia benedetta la sempre Vergine Maria sua Madre piena di grazia, / e siano lodati tutti gli Angeli e i Santi che adorano te / vero Dio nei secoli dei secoli. Amen.
Le così dette "Signore" dedite all'educazione delle giovani nobili furono chiamate Signore Montalve. Queste insegnavano alle allieve, oltre alla dottrina cristiana e alla prassi di vita spirituale, materie culturali, professionali ed artistiche ed impartivano, inoltre, norme di buona educazione per il comportamento nella società. Il nome del Conservatorio delle Montalve fu sinonimo di seria e disciplinata attività educativa. Tra le alunne più note, si ricorda la scrittrice contessa Adelaide Sardi, in religione, la carmelitana suor Maria Gesualda Eletta dello Spirito Santo.
Leonora per la Chiesa Cattolica è serva di Dio, il suo processo di beatificazione è concluso in attesa del miracolo o altre decisioni da parte della Sede Apostolica. 
Le Signore Montalve, Ancelle della SS. Trinità e dell'Incarnazione, divennero suore, congregazione di diritto pontificio, al tempo del Card. Elia dalla Costa nel 1939, con una sofferta decisione dell'intero istituto.

### Fonti
- Ven. Leonora Ramirez de Montalvo, Gloria alla Santissima Trinità. Preghiere, laudi, poemi e istruzioni su: Trinità, Dio, Gesù Cristo (testo critico a cura di Angelo Pellegrini e delle Suore Montalve), Pagnini, Firenze 2015, 2016 (seconda ed. emendata), 554 pp. (coll.: "Pubblicazioni dell'Archivio Arcivescovile di Firenze. Studi e testi" 22).
- Ven. Leonora Ramirez de Montalvo, Gloria alla Santissima Trinità. II. Preghiere, laudi e istruzioni sulla Vergine Maria, Madre di Dio, Immacolata (testo critico a cura di Angelo Pellegrini e delle Suore Montalve), Pagnini, Firenze 2017, 500 pp. (coll.: "Pubblicazioni dell'Archivio Arcivescovile di Firenze. Studi e testi" 27).
- Ven. Leonora Ramirez de Montalvo, Gloria alla Santissima Trinità. III. Autobiografia in versi, scritti sulle Creature Celesti e poemi agiografici (testo critico a cura di Angelo Pellegrini e delle Suore Montalve), Pagnini, Firenze 2019, 612 pp. (coll.: "Pubblicazioni dell'Archivio Arcivescovile di Firenze. Studi e testi" 32).

#### Studi
- Aa.Vv., Nel terzo centenario del transito della Venerabile Eleonora Ramirez di Montalvo 1659-1959, Firenze 1959.
- Antignani G., Eleonora Ramirez di Montalvo (1602-1659), Siena 1977.
- Antignani G., Una poetessa del Seicento. eleonora Ramirez de' Montalvo, Siena 1978.
- Bonardi A., La Venerabile Donna Eleonora Ramirez di Montalvo, Isola del Liri 1928.
- [Coccapani S.], Vita della Venerabile Serva di Dio Donna Leonora Ramirez Montalvo, Firenze 1731, 2ª ed. 1740.
- [Coccapani S.], Storia in compendio della Venerabile Serva di Dio Donna Eleonora Ramirez Montalvo, Firenze 1875.
- De Benedictis C. (a cura di), Storia, devozione, restauri a Villa La Quiete. Il Santissimo Crocifisso di San Jacopo a Ripoli, Firenze 1999.
- De Benedictis C. (a cura di), Villa La Quiete. Il patrimonio artistico del Conservatorio delle Montalve, Firenze 1997.
- Fiorelli Malesci F. (a cura di), L’altra metà del cielo. Sante e devozione privata nelle grandi famiglie fiorentine secc. xvii-xix, Città di Castello 2014, 153-188, 208-212 (rispettivamente: Gagliardi I., Fede e scienza a Villa La Quiete: Eleonora Ramirez de Montalvo e l’istruzione delle giovani fiorentine; Grassi A., Quattro donne per una villa. Testimonianze artistiche e spirituali di Cristina di Lorena, Eleonora Ramirez de Montalvo, Vittoria della Rovere ed Anna Maria Luisa de’ Medici alla Quiete; G. Serafini, “Dos in candore”: dal motto della granduchessa Vittoria della Rovere innocenza e purezza nella spiritualità e nell’arte di Villa La Quiete; Catalogo. Sezione 2 – Villa La Quiete).
- Fredianelli A., I palazzi storici di Firenze, Roma 2007.
- Giometti C.-Pegazzano D. (a cura di), Capolavori a Villa La Quiete. Botticelli e Ridolfo del Ghirlandaio in mostra, Firenze 2016.
- Giometti C. - Pegazzano D. (a cura di), Tre sculture del Rinascimento. Recuperi e restauri a Villa La Quiete, Firenze 2019.
- Haraguchi J., Convent Alternatives for Rich and Poor Girls in Seventeenth-Century Florence: The Lay Conservatories of Eleonora Ramirez di Montalvo (1602-1659), in Weber A. (ed.), Devout Laywomen in the Early Modern World. Women and Gender in the Early Modern World, Oxon-New York 2016, 255-275.
- Haraguchi J., "Istruzione alle maestre" (Instruction for Teachers): A Model Text for Women's Lay Conservatories in Seventh- and Eighteenth-Century Tuscany, "Early Modern Women. An Interdisciplinary Journal" 10 (2016) fasc. 2, 3-21.
- Haraguchi J., Teaching Ignatian Spirituality to Rich and Poor Girls Through Dramatic Performance in Seventeenth-Century Florence, "Sixteenth Century Journal" 47 (2016) fasc. 1, 25-41.
- Haraguchi J., Vita di Eleonora: A Unique Example of Autobiographical Writing in Counter-Reformation Italy, in Tylus J. (ed.), I Tatti. Studies in the Italian Renaissance, Chicago 2014, vol. 17/2, 369-397.
- Marelba [Elena Bartoli Marconi], Eleonora Ramirez de Montalvo venerabile, in Ead., Il “Sì” delle Mistiche, pro manuscripto [Firenze 2017], 131-134.
- Matteucci M., Note genealogiche sui marchesi Ramirez di Montalvo patrizi fiorentini e signori di Sassetta, Pontedera (PI) 2015.
- P.d.T. [Paolo de Töth], Una ignota poetessa mistica del secolo XVII o sia la V. Eleonora Ramirez di Montalvo, Acquapendente 1926.
- Pellegrini A., Leonora Ramirez de Montalvo (1602-1659) sul culto alla Trinità. Saggio di edizione critica e commento, “Vivens Homo” 26 (2015) 209-243.
- Pellegrini A. (a cura di), Ven. Leonora Ramirez di Montalvo (1602-1659). In onore della Ss. Trinità, in "Il riposo nella tenda" 35 (2009) 49-56 e 36 (2010) 9-17.
- Pugi O., Donna Eleonora Ramirez di Montalvo, Firenze 1898.
- Scattigno A., Eleonora Ramirez Montalvo. Un impegno per l’educazione femminile nella Firenze del xvii secolo, in Concetta B. - Scattigno A. (a cura di), Scritture carismi istituzioni. Percorsi di vita religiosa in età moderna. Studi per Gabriella Zarri, Roma 2018, 513-536.
- Suor Gertrude, Una lode alla Ss. Trinità. Eleonora Montalvo mistica fiorentina del 1600, Firenze 2002.